# 精灵原指树蛙
精灵原指树蛙（学名：Kurixalus silvaenaias），一种于中华人民共和国四川省邛崃市平乐镇发现的两栖动物，隶属于树蛙科原指树蛙属。
2022年，有学者又发表了一个同样发现自邛崃市平乐镇新种——邛崃原指树蛙（Kurixalus qionglaiensis）。两种产地相同，繁殖期也重叠，基于16s的系统发育分析结果也表明这两个物种以高支持率聚为一支，且两类群的遗传距离为0。按照优先律原则，邛崃原指树蛙应该是精灵原指树蛙的同物异名。

## 形态特征
精灵原指树蛙体小，雄蛙体长29.61～32.91毫米。